# Zingaburia
Zingaburia is een Vlaamse absurd-muzikale jeugdserie waarvan tussen 2011 en 2014 drie jaargangen zijn uitgezonden op Ketnet. De reeks werd geschreven door Hugo Matthysen, die voor dezelfde zender eerder ook Dag Sinterklaas en Kulderzipken maakte.

## Verhaal
Drie bevriende reizigers, Specialia Van der Geyt, Toon Van den Hondt en Torro Tormans, zijn met hun ruimteschip Zingaburia en diens piloot, Kapitein Charles, op weg naar de vakantieplaneet Azifrikameropa. Op hun lange reis komt het viertal heel wat merkwaardige figuren tegen, want in elke aflevering komen een of meerdere ruimtegasten aan boord, die door de bewoners, desnoods met sluwe of mindere sluwe listen, weer wandelen worden gestuurd. 
Muziek is belangrijk in de reeks. Het bezoek van de gasten geeft vaak aanleiding tot muzikale momenten, vaak korte liedjes geschreven door Ronny Mosuse, tevens componist van de Zingaburia-achtergrondmuziek.

## Hoofdrollen
- Liesa Van der Aa als Specialia "Spacey" Van der Geyt
- Jonas Leemans als Toon Van den Hondt
- Bert Huysentruyt als Torro Tormans
- Jonas Van Geel als Kapitein Charles
- Rik Verheye als Toverspiegel

## Afleveringen

### Seizoen 1
| Nr. | Titel                   | Uitzending       | Gastacteurs                      |
| --- | ----------------------- | ---------------- | -------------------------------- |
| 1   | Koning Sop              | 11 december 2011 | Geert Van Rampelberg             |
| 2   | Mierifant               | 18 december 2011 | Gert Dupont                      |
| 3   | Mursprunsus             | 25 december 2011 | Tine Embrechts                   |
| 4   | Goal!                   | 1 januari 2012   | Ben Segers                       |
| 5   | De beleefde kip         | 8 januari 2012   | Tania Kloek                      |
| 6   | Een hond die miauw zegt | 15 januari 2012  | Tine Reymer                      |
| 7   | Dokter Reutelbeet       | 22 januari 2012  | Wim Helsen                       |
| 8   | Mamsiepamsie            | 29 januari 2012  | Kevin Bellemans, Karin Tanghe    |
| 9   | Roodhelmpje             | 5 februari 2012  | Jeroen Lenaerts, Daisy Van Praet |
| 10  | Boem!                   | 12 februari 2012 | Frank Focketyn                   |

### Seizoen 2
| Nr. | Titel               | Uitzending       | Gastacteurs                          |
| --- | ------------------- | ---------------- | ------------------------------------ |
| 1   | Pippa Peperpoep     | 2 december 2012  | Evelien Bosmans                      |
| 2   | Minister John       | 9 december 2012  | Geert Van Rampelberg                 |
| 3   | Snot en Slijmans    | 16 december 2012 | Natali Broods, Herwig Ilegems        |
| 4   | Bangelijke gast     | 23 december 2012 | Dimitri Leue                         |
| 5   | Klantersies         | 30 december 2012 | Frans Van der Aa                     |
| 6   | Anton Veelpleeghers | 6 januari 2013   | Michael Pas                          |
| 7   | Maanbanaan          | 13 januari 2013  | Warre Borgmans                       |
| 8   | Dokter Bacterius    | 20 januari 2013  | Marc Lauwrys                         |
| 9   | Vreemde vogel       | 27 januari 2013  | Karin Tanghe, Robrecht Vanden Thoren |
| 10  | Prinses Axioma      | 3 februari 2013  | Charlotte Vandermeersch              |

### Seizoen 3
| Nr. | Titel                 | Uitzending       | Gastacteurs                                            |
| --- | --------------------- | ---------------- | ------------------------------------------------------ |
| 1   | Barry Bakboord        | 1 december 2013  | Wim Willaert                                           |
| 2   | Pippa danst           | 8 december 2013  | Evelien Bosmans                                        |
| 3   | Mevrouw Appelmans     | 15 december 2013 | Marleen Merckx                                         |
| 4   | De poppenspeler       | 22 december 2013 | Michael Pas                                            |
| 5   | Hij zei ja!           | 29 december 2013 | Geert Van Rampelberg                                   |
| 6   | In de patatten        | 5 januari 2014   | Anemone Valcke                                         |
| 7   | De Grote Grommofoon   | 12 januari 2014  | Anemone Valcke, Peter Van den Begin                    |
| 8   | Een juf met een baard | 19 januari 2014  | Anemone Valcke, Tom Van Dyck, Alice Reys               |
| 9   | Tommy Topper          | 26 januari 2014  | Anemone Valcke, Karin Tanghe, Pieter Embrechts         |
| 10  | Feest                 | 2 februari 2014  | Anemone Valcke, Karin Tanghe, Tom Van Dyck, Alice Reys |

## Trivia
- Hoofdrolspeelster Liesa Van der Aa is amper aanwezig in de tweede helft van seizoen 3, omdat ze op dat moment gebonden was aan de opnamen van een andere fictiereeks (Cordon). In haar plaats vervoegt Anemone Valcke dan het gezelschap met een nieuwe, terugkerende rol.